# 1478 w polityce

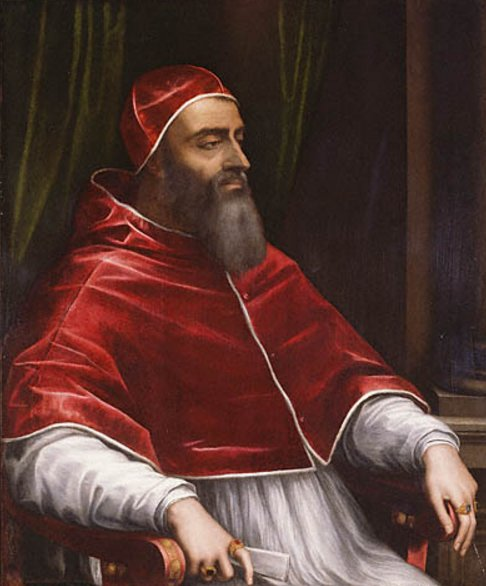
Sebastiano del Piombo, Portret Klemensa VII

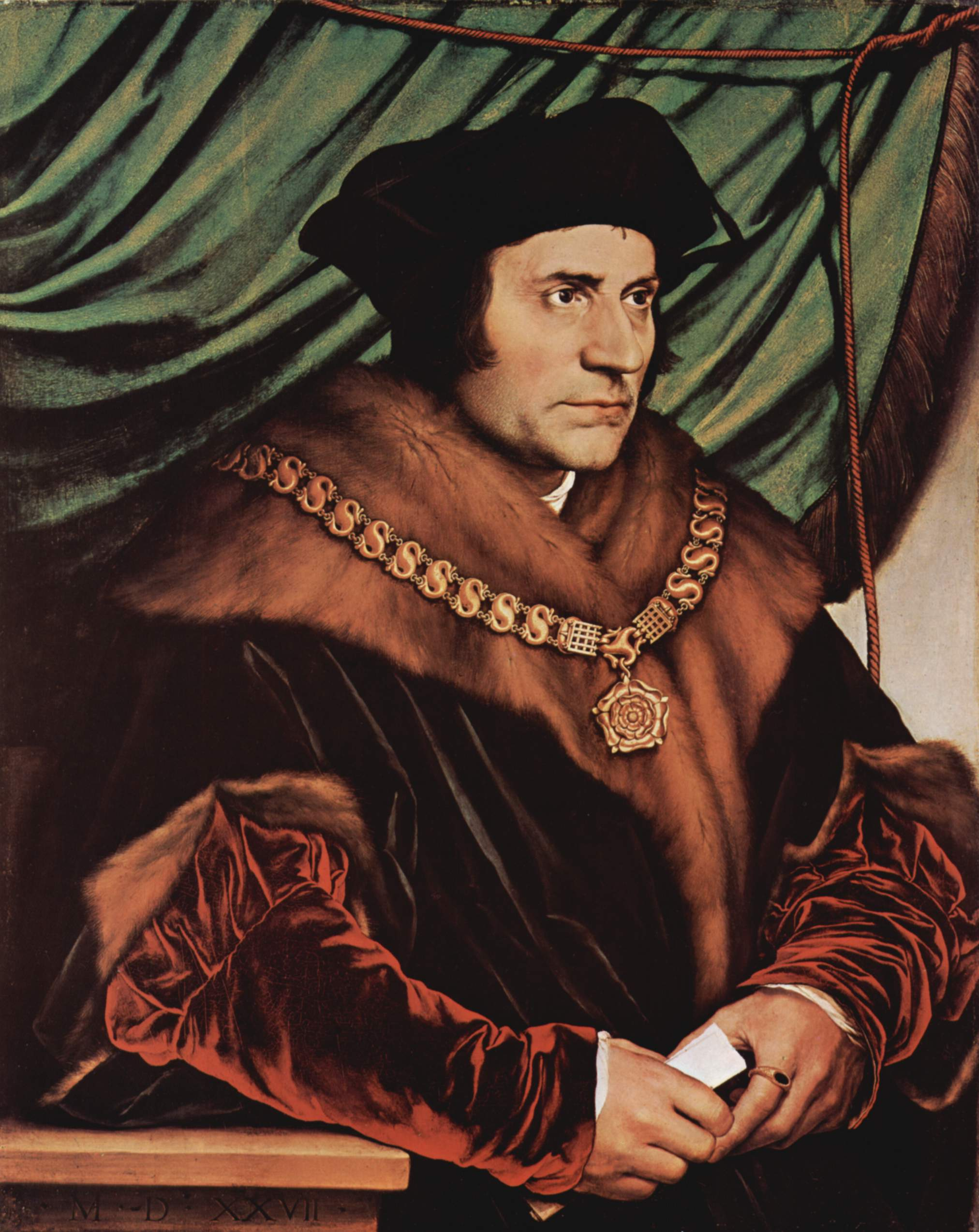
Hans Holbein, Portret Tomasza More’a

Wydarzenia polityczne w 1478 roku.

## Wydarzenia
- George Plantagenet, książę Clarence, zostaje stracony za udział w spisku przeciwko swojemu bratu, królowi Anglii Edwardowi IV Yorkowi[1].

## Urodzili się
- 7 lutego Tomasz More, kanclerz Anglii i pisarz, stracony w 1535[2][3].
- 26 maja Giulio de’ Medici, syn Giuliana, bratanek Wawrzyńca Wspaniałego, późniejszy papież Klemens VII[4][5].

## Zmarli
- 26 kwietnia Julian Medyceusz (ur. 1453).
- 12 czerwca Ludwik III Gonzaga, markiz Mantui[6].
- 17 grudnia Warcisław X, książę pomorski[7].